# Third Time Lucky
Third Time Lucky é um filme britânico de 1931, do gênero comédia, dirigido por Walter Forde e estrelado por Bobby Howes, Dorothy Boyd e Gordon Harker. Foi baseado em uma peça de Arnold Ridley. Cenários do filme foram projetadas pelo diretor de arte Walter Murton.